# Séamus Cunningham
Séamus Cunningham (ur. 7 lipca 1942 w Castlebar) – brytyjski duchowny rzymskokatolicki irlandzkiego pochodzenia, w latach 2009-2019 biskup diecezjalny Hexham i Newcastle.

## Życiorys
Święcenia kapłańskie przyjął 12 czerwca 1966 w diecezji Hexham i Newcastle. Po kilkuletnim stażu wikariuszowskim został pracownikiem wydziału kurii ds. edukacji religijnej, a w 1978 został jego dyrektorem. W latach 1984–1987 był ojcem duchownym w Durham, a w kolejnych latach pracował duszpastersko w parafii katedralnej i w Collercoats. W 2001 mianowany wikariuszem generalnym diecezji, a od 2008 był jej administratorem.
9 stycznia 2009 papież Benedykt XVI mianował go ordynariuszem Hexham i Newcastle. Sakry udzielił mu 20 marca 2009 Patrick Kelly, arcybiskup metropolita Liverpoolu.
4 lutego 2019 papież Franciszek przyjął jego rezygnację z urzędu złożoną ze względu na wiek.